# Тушратта

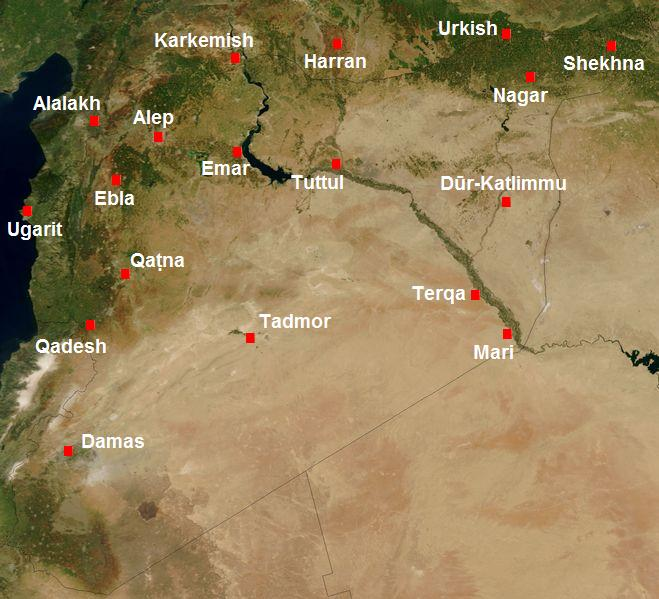
Карта Сирії в 2 тис. до н. е., показує розташування міста Каркеміш

Тушратта (Tushratta) (припускається з санскр. tvis-ratha «він, який посідає колісницю, що викликає страх») — цар хуритської Мітанні керуючи своєю державою в кінці правління фараона  Аменхотепа ІІІ і в часи правління його сина Ехнатона — скоріш за все (1380 — 1350 до н. е.). Був сином Шуттарна II, a його сестра Гілухіпа (Gilukhipa) i дочка Тадухіпа (Tadukhipa), були дружинами фараона Аменхотепа ІІІ. Тадухіпа пізніше стала дружиною Ехнатона, який після батька прийняв царський гарем.

## Життєпис
Зійшов на престол незабаром після смерті свого вбитого брата Арташшумари. Ймовірно, тоді він був дуже молодий, і грав лише символічну роль царя, але вирішив розправитися з убивцею свого брата. На початку свого правління, цар хеттів, Суппілуліума І відвоював царство Кіццуватна, потім вторгся в західну частину долини Євфрату і захопив територію амореїв, і Нухашше в Мітанні. Згідно з трактатом Суппілуліума — Шаттіваза, Суппілуліума уклав договір з Артатамою ІІ, суперником Тушратти. Нічого не відомо про Артатаму ІІ до цих згадок, ні про його зв'язки, якщо вони існують, з царською родиною, ні з ким іншим. Документ називає його царем хуритів, а Тушратта має титул царя Мітанні. Суппілуліума почав грабувати землі на західному березі Євфрату і зайняв Гори Лівану. Тушратта почав погрожувати, що він вторгнеться в землі від Євфрату, якщо ягня, або хоч одна дитина буде викрадена. Суппілуліума потім докладно розповідає в цьому трактаті, що в дні його діда землі в верхньому Єфраті, які називаються Ісува, були відокремлені. Спроби завоювати ці землі не увінчалися успіхом. В часи його батька, також жителі інших міст повстали. Суппілуліума хотів покорити їх, але ті, хто вижив, залишили територію Ісуви, яка була частиною царства Тушратти. Вимоги про повернення біженців були предметом численних договорів, укладених в ті дні, тож приховування біженців з Ісува, ймовірно, було приводом для вторгнення хеттів. Хеттська армія перетнула кордон, зайняла Ісува і повернула біженців під хеттську владу. Потім хеттська армія пройшла через різні регіони Мітанні, направляючись до столиці Вашуканні. Суппілуліума хотів пограбувати регіон і взяти здобич, полонених, велику рогату худобу, овець і коней до Хеттської держави. І він також хотів, щоб Тушратта втік, але не зміг здобути хуритську столицю. Хоча ця воєнна кампанія послабила царство Тушратти, але він як і раніше залишився на троні.
Під час другої кампанії хетти знов перейшли Євфрат і захопили такі міста, як Халаб (Алеппо), Мукіш, Нія, Арахаті, Апіна та Катна, а також деякі інші міста, чиї назви не збереглися.
На підставі договору Суппілуліуми з братом Тушратти Шаттівазою відомо, що третій руйнівний наліт хеттів привів до руйнування міста Каркеміш.
| Попередник  | Цар Мітанні          | Наступник   |
| ----------- | -------------------- | ----------- |
| Арташшумара | 1380 — 1350 до н. е. | Артатама II |

## Сучасники Тушратти (1380–1350рр. до н.е.) царя Мітанні
| Єгипет                    | Ассирія                     | Хетти                      |
| ------------------------- | --------------------------- | -------------------------- |
| Аменхотеп ІІІ (1391–1353) | Еріба-Адад І (1391–1366)    | Арнуванда І (1440–1420)    |
| Аменхотеп IV (1351–1336)  | Ашшур-убалліт І (1365–1330) | Хаттусілі II (1420–1400)   |
|                           |                             | Тудхалія III (1400–1380)   |
|                           |                             | Суппілуліума І (1380–1334) |